# Illingen (Saar)
Illingen is een gemeente in de Duitse deelstaat Saarland, en maakt deel uit van de Landkreis Neunkirchen.
Illingen telt 16.077 inwoners.

## Geboren
- Elieser Berlinger (1904-1985), opperrabbijn
- Peter Müller (1955), jurist en politicus
- Christoph Sahner (1963), atleet

## Afbeeldingen

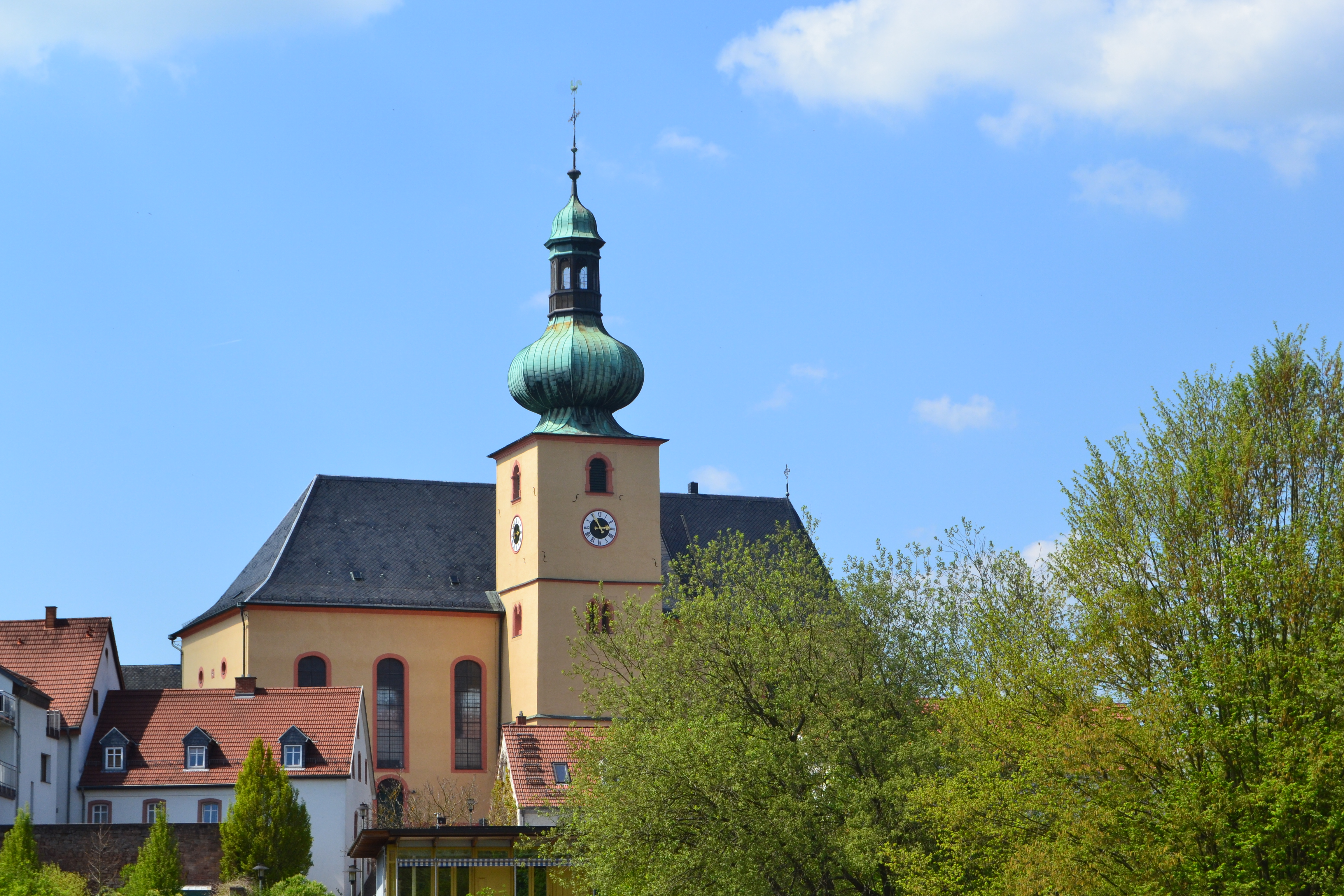
St. Stephan-Kirche
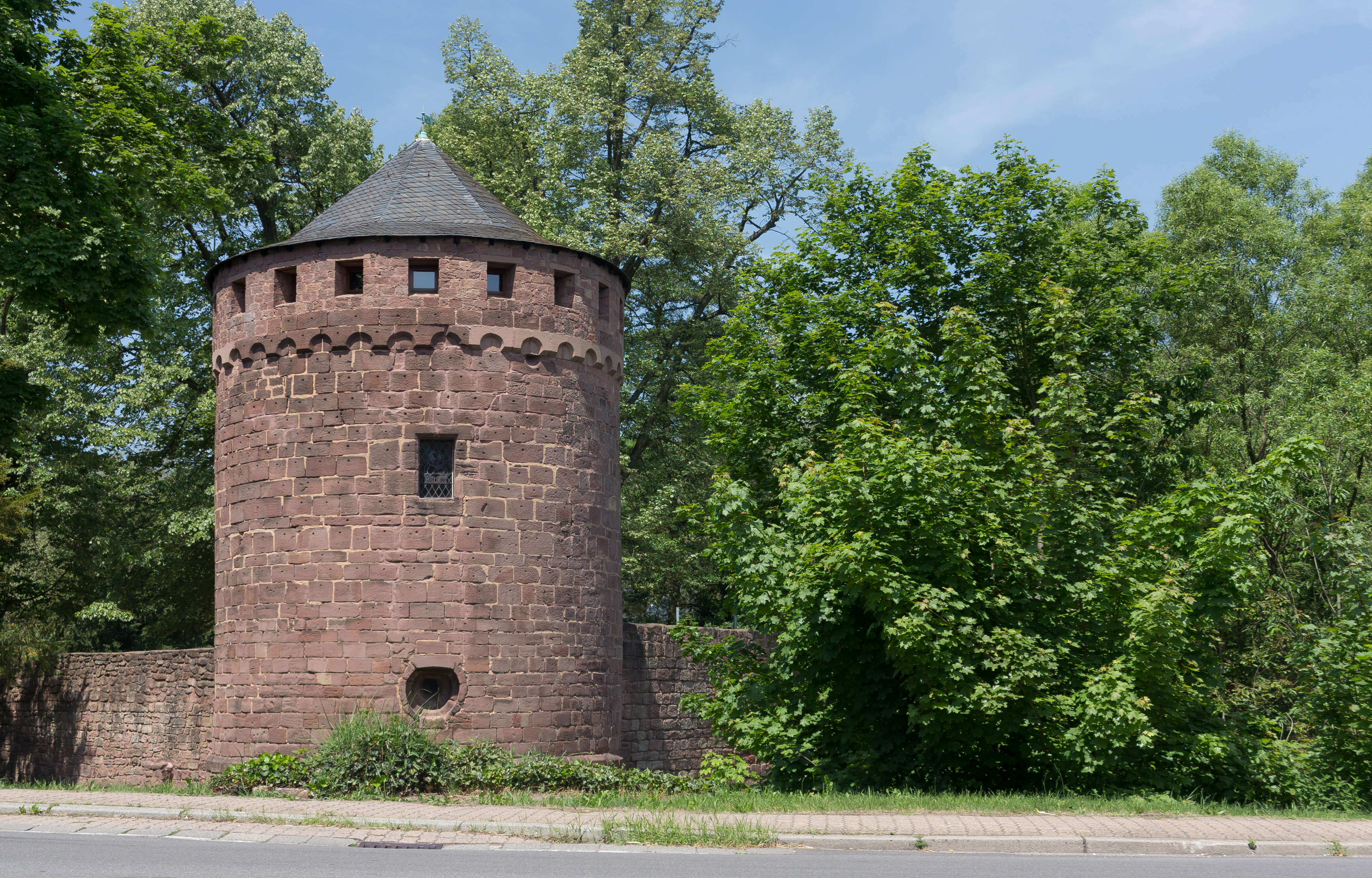
Toren van Burg Kerpen
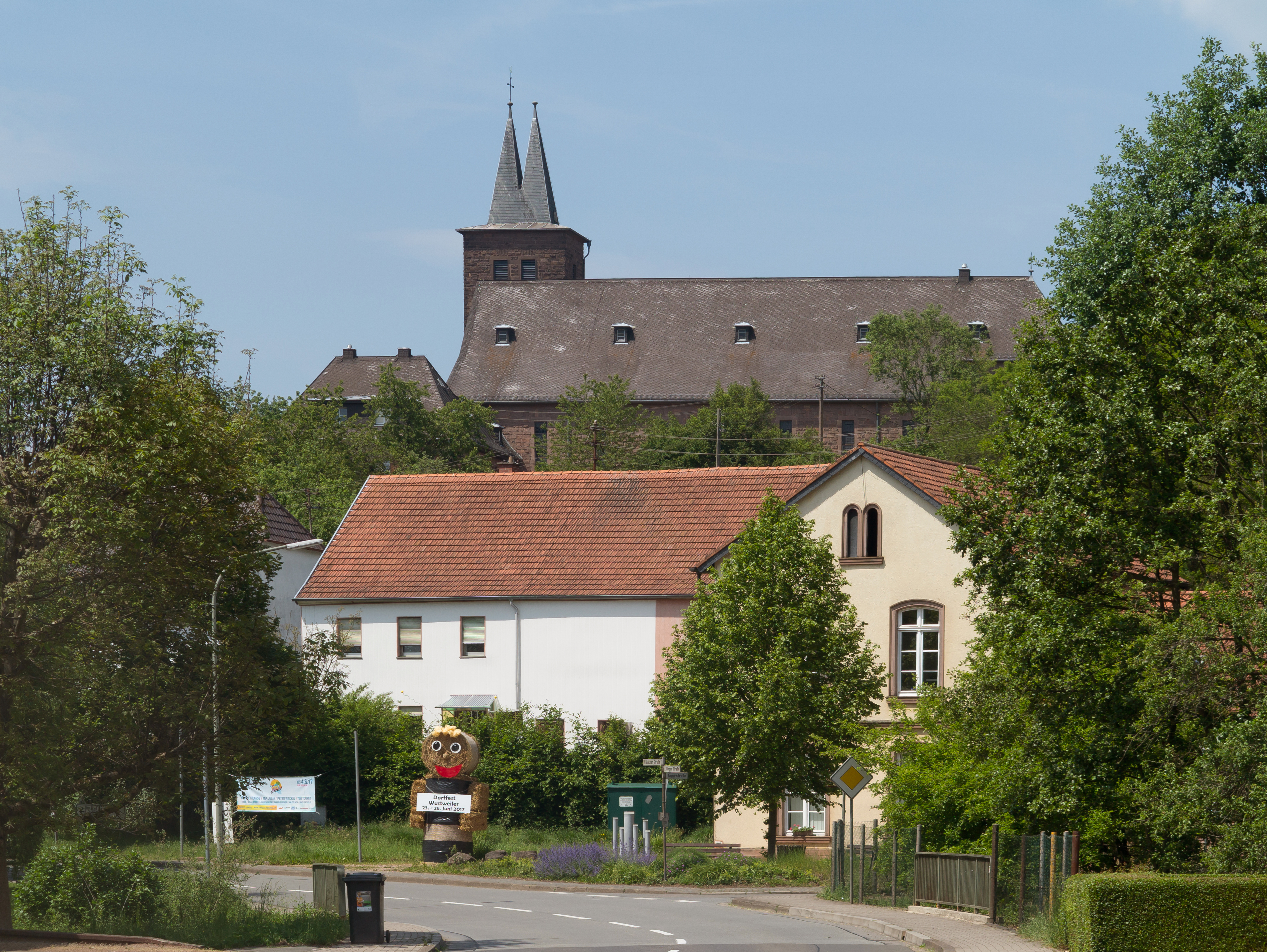
Wustweiler, katholieke kerk: Pfarrkirche Herz Jesu

Eppelborn ·
Illingen ·
Merchweiler ·
Neunkirchen ·
Ottweiler ·
Schiffweiler ·
Spiesen-Elversberg